# Jacob Sabua
Jacob Sabua (25 agosto 1994) è un calciatore papuano, centrocampista del Port Moresby.

## Carriera

### Club
Ha sempre giocato nel campionato di casa.

### Nazionale
Partecipa alla Coppa delle nazioni oceaniane 2016 con la propria Nazionale, arrendendosi solo alla Nuova Zelanda in finale.